# تردی فلز مذاب

شکنندگی فلز مایع (LME) می تواند تأثیر قابل توجهی بر خواص مکانیکی جوشکاری نقطه ای مقاومتی (RSW) فولادهای با استحکام بالا پیشرفته (AHSS) داشته باشد. درک نقش عناصر آلیاژی مانند سیلیکون (Si) بر جزئیات ریزساختار و پارامترهای RSW، که هر دو بر ترک خوردگی LME تأثیر می‌گذارند برای طراحی AHSS مقاوم در برابر LME ضروری است. مطالعه حاضر نشان داده است که افزایش محتوای Si از 0.7 درصد وزنی به 1.8 درصد وزنی، حساسیت LME را در فولادهای دو فاز (DP) افزایش می دهد. نشان داده شده است که افزایش Si منجر به ورودی‌های گرمای بالاتر و خروج زودهنگام به دلیل مقاومت بالاتر درجه محتوای Si- بالاتر در طول RSW می‌شود که به ترک خوردگی LME شدیدتر مربوط می‌شود. علاوه بر این، افزایش محتوای Si- تأثیر قابل‌توجهی بر تکامل ریزساختاری در طول پردازش قبل از RSW داشت، از جمله افزایش اندازه دانه‌های فریت، عمق لایه کربن‌زدایی، و چگالی اکسیدهای داخلی، که همگی به افزایش حساسیت به ترک LME مرتبط بودند.

تردی فلز مذاب (LME)،  که همچنین به عنوان شکنندگی ناشی از فلز مایع شناخته شده است، پدیده ای با اهمیت بالا از نظر کاربردی است که در آن فلزات شکل پذیر، فقدان شدیدی را در انعطاف پذیری کششی تجربه می کنند و هنگامی که در معرض فلزات مذاب خاصی قرار می گیرند، دچار شکست ترد می شوند. به طور کلی، یک تنش کششی، چه در خارج اعمال شود و چه در داخل، برای القای شکنندگی، مورد نیاز است. استثناهایی از این قانون مانندآلومینیوم در حضور گالیم مایع ، مشاهده شده است.  این پدیده از ابتدای قرن بیستم مورد مطالعه قرار گرفته است. بسیاری از ویژگی های پدیدارشناختی آن، شناخته شده است و مکانیسم های متعددی برای توضیح آن، پیشنهاد شده است.   اهمیت عملی شکنندگی فلز مایع با مشاهده اینکه چندین فولاد، در طول گالوانیزه گرم یا در حین ساخت بعدی، دچار تلفات شکل‌پذیری و ترک خوردگی می‌شوند، آشکار می‌شود.  ترک خوردگی می تواند به طور فاجعه بار رخ دهد و  مواردی از نرخ رشد ترک بسیار بالا اندازه گیری شده است. 
اثرات مشابه شکنندگی فلز را می توان حتی در حالت جامد مشاهده کرد، زمانی که یکی از فلزات به نقطه ذوب خود نزدیک شود؛ به عنوان مثال قطعات با پوشش کادمیوم که در دمای بالا کار می کنند؛ این پدیده به عنوان شکنندگی فلز جامد شناخته می شود. 

## مشخصات

### رفتار مکانیکی
شکنندگی فلز مایع با کاهش شدت تنش آستانه، کاهش تنش شکست حقیقی یا کاهش کرنش تا شکست، زمانی که  آزمایش در حضور فلزات مایع صورت می گیرد، در مقایسه با حالتی که ازمایش  در هوا/خلا صورت می گیرد، شناسایی می شود. کاهش کرنش شکست به طور کلی وابسته به دما است و با کاهش دمای آزمایش، یک "فرورفتگی شکل پذیری" مشاهده می شود.  رفتار انتقال از شکست نرم به شکست ترد نیز توسط بسیاری از زوج های فلزی نشان داده شده است. شکل ناحیه الاستیک منحنی تنش-کرنش تغییر نمی کند، اما ناحیه پلاستیک ممکن است در طول LME تغییر کند. نرخ انتشار ترک بسیار بالا، از چند سانتی متر در ثانیه تا چندین متر در ثانیه در فلزات جامد، توسط فلزات مایع ترد کننده القا می شود. معمولاً  یک دوره نهفتگی و یک مرحله انتشار آهسته ترک پیش بحرانی، قبل از شکستگی نهایی رخ می دهد.

اعتقاد بر این است که ویژگی‌هایی در ترکیب فلزات جامد-مایع که LME را تجربه می‌کنند، وجود دارد.  باید حلالیتهای متقابل محدودی برای زوج فلز وجود داشته باشد تا باعث شکنندگی شود. حلالیت بیش از حد، انتشار ترک تیز را دشوار می کند، و همچنین شرایطی که هیچگونه حلالیتی هم وجود نداشته باشد نیز، مانع خیس شدن سطوح جامد توسط فلز مایع و جلوگیری از LME می شود. وجود یک لایه اکسید روی سطح فلز جامد نیز از تماس خوب بین دو فلز جلوگیری می کند و LME را متوقف می کند. ترکیبات شیمیایی فلزات جامد و مایع، بر شدت شکنندگی تأثیر می گذارد. افزودن عناصر سوم به فلز مایع ممکن است شکنندگی را افزایش یا کاهش دهد و ناحیه دمایی را که در آن شکنندگی مشاهده می شود، تغییر دهد. ترکیبات فلزی که ترکیبات بین فلزی را تشکیل می دهند LME ایجاد نمی کنند. طیف گسترده ای از زوج های LME وجود دارد  که مهم ترین آنها از نظر فناوری، LME آلیاژهای آلومینیوم و فولاد است.

### متالورژی
آلیاژ شدن فلز جامد، LME آن را تغییر می دهد. برخی از عناصر آلیاژی ممکن است شدت را افزایش دهند در حالی که برخی دیگر ممکن است از LME جلوگیری کنند. عمل عنصر آلیاژی به صورت تفکیک مرزهای دانه فلز جامد و تغییر خصوصیات مرزی دانه شناخته شده است؛ بر این اساس، حداکثر LME در مواردی دیده می شود که عناصر افزودنی آلیاژی، مرزهای دانه فلز جامد را اشباع کرده باشند.  سختی و رفتار تغییر شکل فلز جامد بر حساسیت آن به LME تأثیر می گذارد. به طور کلی، فلزات سخت تر به شدت ترد می شوند. اندازه دانه تا حد زیادی بر LME تأثیر می گذارد. جامدات با دانه های بزرگ تر با شدت بیشتری ترد می شوند و تنش شکست به طور معکوس با ریشه دوم قطر دانه تغییر می کند. همچنین دمای تبدیل شکست ترد به شکست نرم، با افزایش اندازه دانه افزایش می یابد.

### خواص فیزیکی و شیمیایی
انرژی سطحی بین فلزات جامد و مایع و انرژی مرزهای دانه فلز جامد بر LME تأثیر زیادی دارد. این انرژی ها به ترکیبات شیمیایی زوج فلزی بستگی دارد. 

### پارامترهای تست
پارامترهای خارجی مانند دما، نرخ کرنش، تنش و زمان قرار گرفتن در معرض فلز مایع قبل از آزمایش، بر LME تأثیر می‌گذارند. دما یک فرورفتگی شکل پذیری و یک رفتار انتقال از شکست نرم به شکست ترد، در فلز جامد ایجاد می کند. محدوده دمایی فرورفتگی و همچنین دمای انتقال، با ترکیب فلزات مایع و جامد، ساختار فلز جامد و سایر پارامترهای آزمایشی تغییر می‌کند. حد پایین فرورفتگی شکل پذیری عموماً با نقطه ذوب فلز مایع منطبق است. حد بالایی نسبت به نرخ کرنش حساس است. دما همچنین بر سینتیک LME تأثیر می گذارد. افزایش نرخ کرنش دمای حد بالایی و همچنین سرعت انتشار ترک را افزایش می دهد. در اکثر زوج های فلزی، LME زیر سطح تنش آستانه رخ نمی دهد.
آزمایش معمولاً شامل نمونه‌های کششی است، اما آزمایش‌های پیچیده‌تری با استفاده از نمونه‌های مکانیک شکست نیز انجام می‌شود.  

## مکانیسم ها
تئوری های زیادی برای LME ارائه شده است.  عمده ترین آنها در زیر ذکر شده است :
- مدل انحلال- انتشار رابرتسون [۱۲] و گلیکمن [۱۳] می گوید که جذب فلز مایع روی فلز جامد، باعث انحلال و انتشار به داخل می شود. تحت تنش، این فرآیندها منجر به هسته شدن و انتشار ترک می شود.
- نظریه شکست ترد استولوف و جانسون، [۱۴] وست وود و کامدار، [۱۵] پیشنهاد کرد که جذب اتم های فلز مایع در نوک ترک، پیوندهای بین اتمی را ضعیف می کند و ترک را منتشر می کند.
- گوردون [۱۶] مدلی را مبتنی بر نفوذ  اتم های فلز مایع برای هسته سازی شکاف هایی که تحت تنش رشد می کنند و باعث شکست می شوند، فرض کرد.
- مدل شکست شکل پذیر لینچ [۱۷] و پوپوویچ [۱۸] پیش بینی کرد که جذب فلز مایع منجر به ضعیف شدن پیوندهای اتمی و هسته ای شدن نابجایی هایی می شود که تحت تنش حرکت می کنند، انباشته می شوند و جامد را سخت می کنند. همچنین انحلال به هسته زایی حفره هایی که تحت تنش رشد می کنند و باعث شکست نرم می شوند کمک می کند.

همه این مدل ها، به استثنای رابرتسون،   از مفهوم کاهش انرژی سطحی ناشی از جذب فلز جامد به عنوان علت اصلی LME استفاده می کنند. آنها در پیش بینی بسیاری از مشاهدات پدیدارشناختی موفق بوده اند. با این حال، پیش‌بینی کمّی LME هنوز مبهم است.

## شکنندگی جیوه
رایج ترین فلز مایعی که باعث شکنندگی می شود، جیوه است . اثرات شکننده جیوه برای اولین بار توسط پلینی بزرگ در حدود سال 78 پس از میلاد شناسایی شد.  نشت‌های عطارد خطر ویژه‌ای برای هواپیماها دارد. آلیاژ آلومینیوم-روی-منیزیم-مس DTD 5050B به ویژه حساس است. آلیاژ آلومینیوم-مس
DTD 5020A کمتر حساس است. جیوه ریخته شده می تواند توسط نیترات نقره بی حرکت شده و نسبتاً بی ضرر شود.  بایگانی‌شده  در ۲۲ ژوئیه ۲۰۱۱ توسط Wayback Machine
در 1 ژانویه 2004، کارخانه فرآوری گاز طبیعی مومبا، استرالیای جنوبی، کهسانتوس اداره می شد، دچار آتش سوزی شدید شد. انتشار گازی که منجر به آتش سوزی شد، به دلیل خرابی نازل ورودی مبدل حرارتی (جعبه سرد) در کارخانه بازیافت مایعات بود. خرابی نازل ورودی به دلیل تردی فلز مایع جعبه سرد آلومینیومی قطار B توسط جیوه عنصری بود. 

## فرهنگ عامه
شکنندگی فلز مایع نقش اصلی را در رمان غریزه قاتل اثر جوزف فایندر ایفا می کند.
در فیلم Big Hero 6 ، هانی لیمون، با صدای جنسیس رودریگز ، از تردی فلز مایع در آزمایشگاه خود استفاده می کند.

## همچنین ببینید
- شکنندگی
- تردی هیدروژنی